# Тамати (станция, Токио)
Станция Тамати (яп. 田町駅 тамати эки) — железнодорожная станция на линиях Яманотэ и Кэйхин-Тохоку, расположенная в специальном районе Минато в Токио. Станция была открыта 16 декабря 1909 года. На станции установлены автоматические платформенные ворота.

## Планировка станции
Две платформы островного типа и 4 пути.
| 1 | ■Линия Кэйхин-Тохоку | Токио・Уэно・Омия         |
| 2 | ■Линия Яманотэ       | Токио・Уэно               |
| 3 | ■Линия Яманотэ       | Синагава・Сибуя           |
| 4 | ■Линия Кэйхин-Тохоку | Синагава・Иокогама・Офуна |

## Близлежащие станции
| «                   | «                   | Вид обслуживания    | »                   | »                   |
| Линия Кэйхин-Тохоку | Линия Кэйхин-Тохоку | Линия Кэйхин-Тохоку | Линия Кэйхин-Тохоку | Линия Кэйхин-Тохоку |
| ------------------- | ------------------- | ------------------- | ------------------- | ------------------- |
| Хамамацутё          | Хамамацутё          | Local               | Синагава            | Синагава            |
| Хамамацутё          | Хамамацутё          | Rapid               | Синагава            | Синагава            |
| Линия Яманотэ       |                     |                     |                     |                     |
| Хамамацутё          | Хамамацутё          | -                   | Синагава            | Синагава            |